# Kanton Lautrec
Kanton Lautrec (francouzsky Canton de Lautrec) je francouzský kanton v departementu Tarn v regionu Midi-Pyrénées. Tvoří ho 10 obcí.

## Obce kantonu
- Brousse
- Jonquières
- Lautrec
- Montdragon
- Montpinier
- Peyregoux
- Puycalvel
- Saint-Genest-de-Contest
- Saint-Julien-du-Puy
- Vénès